# نژاد (فیلم ۲۰۱۳)
«نژاد» (انگلیسی: Race (2013 film)) یک فیلم است که در سال ۲۰۱۳ منتشر شد.